# Maks Kavalera
Masimiliano Antonio "Maks" Kavalera (port. Massimiliano Antonio "Max" Cavalera; Belo Horizonte, 4. avgust 1969), brazilski je muzičar, najpoznatiji kao bivši pevač i gitarista hevi metal bendova Sepultura, te kasnije  Nejlbomb, Soulflaj i Kavalera Konspirasi.

## Biografija
Kavalera je muzičku karijeru započeo 1984. kada je sa bratom Igorom osnovao bend Sepultura. Sa bendom je snimio šest studijskih albuma (najpoznatiji Arise, Chaos A.D. i Roots) dok ga nije napustio 1996. godine. U međuvremenu je nakratko bio i član benda Nejlbomb, kojeg je osnovao sa britanskim muzičarom Alexom Newportom. Nakon odlaska iz Sepulture, osnovao je novi bend nazvan Soulflaj, s kojim je dosad snimio deset albuma. Godine 2007. godine je zajedno sa bratom Igorom, nakon što su prvi put nakon 12 godina zajedno svirali, osnovao bend Kavalera Konspirasi.
Kavalera je oženjen Glorijom, koja je Ruskog i Srpskog (sa Kosova i Metohije) etničkog porekla. Iako je Maks rođen u Katoličkoj zajednici, 2009. godine kršten je i u Pravoslavnoj crkvi, a tada je izjavio da se od ranije interesuje za Srpsku, Rusku i Grčku Pravoslavnu crkvu.

## Diskografija
Sa Sepulturom
- - 1986.
- - 1987.
- - 1989.
- - 1991.
- - 1993.
- - 1996.
- - 1996. (kompilacija)
- - 1997. (kompilacija)

Sa Nejlbombom
- - 1994.
- - 1995. (album uživo)

Sa Soulflajem
- Soulfly (1998)
- Primitive (2000)
- 3 (2002)
- Prophecy (2004)
- Dark Ages (2005)
- Conquer (2008)
- Omen (2010)
- Enslaved (2012)
- Savages (2013)
- Archangel (2015)

Sa Kavalera Konspirasijem
- - 2008.
- - 2011.
- - 2014.

## Spoljašnje veze
- Zvanična prezentacija Soulflaja
- Zvanična prezentacija Kavalera Konspirasija